# Silene reichenbachii
Silene reichenbachii är en nejlikväxtart som beskrevs av Roberto de Visiani. Silene reichenbachii ingår i släktet glimmar, och familjen nejlikväxter. Inga underarter finns listade i Catalogue of Life.